# Річард Лахман
Рі́чард Ла́хман (англ. Richard Lachmann; 17 травня 1956, Нью-Йорк — 19 вересня 2021) — американський соціолог, спеціаліст у галузі історичної соціології, професор Університету штату Нью-Йорк в Олбані.
Найбільш відомий як автор книги «Капіталісти поневолі», котра була відзначена низкою нагород, в тому числі — «Нагороди за Видатне наукове дослідження від Американської соціологічної асоціації». В цій праці Лахман доводить, що саме взаємовідношення політичних еліт, а не класова боротьба і не який-небудь інший набір чинників, пропонований іншими істориками, визначило виникнення чи не виникнення капіталізму в тих чи інших державах Європи наприкінці Середньовіччя. В подальшому він використав свою теорію конфлікту еліт для аналізу політичної кризи в США.

## Біографія
Річард Лахман народився 17 травня 1956 року в Нью-Йорку в сім'ї німецьких євреїв, що втекли з нацистської Німеччини. «І в батька, і в матері хтось із батьків загинув під час Голокосту, тому я був обізнаний про фашизм і високо цінував американську демократію», — згадував він через багато років. Батько Річарда, Карл Едуард Лахман, був співробітником ООН, мати, Лотте Беккер Лахман, викладала французьку в коледжі. Крім Річарда в сім'ї виховувалися ще брат і сестра.
Лахман отримав престижну освіту: він закінчив Міжнародну школу ООН, став одним із перших випускників, що отримали ступінь міжнародного бакалаврату, потім вступив до Принстонського університету, котрий закінчив 1977 року з відзнакою, ще через 2 роки він отримав магістерський ступінь в Гарвардському університеті. В 1983 році там само захистив дисертацію на здобуття докторського ступеня з соціології.
З 1983 по 1990 рік Лахман займав посаду асистент-професора на факультеті соціології Вісконсинського університету в Медісоні. З 1990 року викладає на факультеті соціології Університету в Олбані.

## Внесок в науку

### Формування наукових інтересів
Свою цікавість до соціології Лахман пов'язує із загальним політичним фоном 70-х років XX століття: війна у В'єтнамі, військовий переворот у Чилі, апартеїд у ПАР, індонезійська окупація Східного Тимору — ці та інші значні події та явища на світовій арені змушували американську молодь задумуватись про глибинні причини політичних потрясінь.
Лахман згадував, що після прочитання «Капіталу» Маркса у нього виникло відчуття, що в цій роботі є відповіді на його питання, але переважно історичного характеру. Вступивши до соціологічного факультету Принстонського університету, молодий вчений опинився під впливом теорії модернізації і, за його власним зізнанням, йому знадобилося кілька років, щоб зрозуміти, що модернізація не тотожна капіталізму. Тільки опинившись у Гарварді з його повною свободою наукового волевиявлення, Лахман зміг зосередитися на тому питанні, яке цікавило його більше всього, а саме — генезис капіталізму. Вчений припускав, що лише зрозумівши витоки цього явища, можна повністю усвідомити нинішні тенденції його розвитку. Ознайомившись з працями видатних істориків, що вивчали цю тему, Лахман прийшов до висновку, що в жодній з них нема переконливого і внутрішньо несуперечливого пояснення виникнення капіталізму в одній країні й не виникнення в інших. Це сподвигло його на розробку власної теорії, котра багато в чому базувалася на працях соціологів Макса Вебера і Чарльза Райта Міллса, а також праці британських істориків (Лоуренса Стоуна, Крістофера Гілла і Ерика Гобсбаума). «Я дійшов до висновку, — зізнавався вчений, — що по суті і Маркс, і марксисти задавали правильні питання, але відповіді на них потребували більшої дози аналізу в дусі веберіанства і теорії еліт». В одному інтерв'ю він визнавав, що його інтерес до еліт був викликаний прочитання робіт Вебера, саме у нього він запозичив тезу про існування трьох еліт (хоча сам Вебер цей термін не використовував): Корони, магнатів і духовенства.

### Конфлікт еліт і генезис капіталізму в Англії
В своїй першій монографії «Від манора до ринку» (1987) Лахман запропонував ідею, що генезис капіталізму в Англії став можливим не завдяки класовому конфлікту (як вважали марксисти), чи розширенню зовнішньої торгівлі (як вважали веберіанці), а став результатом тривалого конфлікту еліт, результат якого не міг бути передбачений ніким. Лахман розглядає конфлікт на державному рівні (між короною, церквою і магнатами) і на локальному рівні (між фермерами, землевласниками і орендаторами). В ході Реформації Генріх VIII завдав нищівного удару церкві, секуляризувавши монастирські землі й конфіскувавши церковне майно. Корона не була зацікавлена в тому, щоб землі, забрані в Церкви, опинилися в руках магнатів, всіма силами обмежувала їхню владу на місцях і в кінцевому підсумку плодами Реформації скористався новий клас фермерів-землевласників (джентрі), котрі приватизували громадські землі, а разом з ними присвоїли собі дохід аграрної революції, здійсненої селянами-йоменами.
Книга отримала досить високу оцінку з боку спеціалістів, як соціологів, так і істориків-аграрників. Пітер Бірман високо оцінив новизну ідей і логічний, добре структурований виклад. Ріта Варніке оцінила працю словами: «Цей провокаційний і ясно викладений аналіз відповідає на питання, на які не змогли дати відповіді інші теорії». Найбільш критичною була відома британська історик, спеціаліст із аграрної історії Англії Джоан Тірск, яку Лахман розкритикував у своїй книзі за нехтування рівнем інфляції. Тірск звинуватила автора книги у вільному поводження з фактами, неуважному проставленні приміток і впертому бажанні підтягнути факти під свою концепцію.

## Основні праці

### Книжки
- Richard Lachmann. From manor to market : Structural change in England, 1536-1640 :  [англ.]. — University of Wisconsin Press. — 1987. — 166 p. — ISBN 9780299114244.
- Richard Lachmann. Capitalists in Spite of Themselves : Elite Conflict and Economic Transitions in Early Modern Europe :  [англ.]. — Oxford University Press. — 2000. — 314 p. — ISBN 9781280442421.
  - (рос.) Лахманн, Ричард. Капиталисты поневоле: конфликт элит и экономические преобразования в Европе раннего Нового времени / пер. с англ. А. Лазарева. — Изд. дом «Территория будущего». — М., 2010. — 456 с. — ISBN 978-5-91129-061-0.
- Richard Lachmann. States and power :  [англ.]. — Polity Press. — 234 p. — ISBN 9780745645391.
- Richard Lachmann. What Is Historical Sociology? :  [англ.]. — Polity Press. — 2013. — 160 p. — ISBN 9781280442421.
  - (рос.) Лахман, Ричард. Что такое историческая социология? / пер. с англ. М.В. Дондуковского; под науч. ред. А.А. Смирнова. — Изд. дом «Дело» РАНХиГС. — М., 2016. — 240 с. — ISBN 978-5-7749-0978-0.
- Richard Lachmann. First-Class Passengers On A Sinking Ship. Elite Politics and The Decline of Great Powers :  [англ.]. — Verso. — 2020.
  - Річар Лахман. Політика еліт і занепад США [Архівовано 24 липня 2020 у Wayback Machine.] // Спільне. — 7.07.2020

### Статті українською
- Річард Лахман. Націоналізм в постгегемоністську добу [Архівовано 18 липня 2016 у Wayback Machine.] // Спільне. — 23.06.2016.